# 1911年臺灣
|        | 臺灣歷史 \| 台灣歷史年表 |
| 世纪： | 19世纪臺灣 \| 20世纪臺灣 \| 21世纪臺灣 |
| 年代： | 1880年代臺灣 \| 1890年代臺灣 \| 1900年代臺灣 \| 1910年代臺灣 \| 1920年代臺灣 \| 1930年代臺灣 \| 1940年代臺灣                                           |
| 年份： | 1906年臺灣 \| 1907年臺灣 \| 1908年臺灣 \| 1909年臺灣 \| 1910年臺灣 \| 1911年臺灣 \| 1912年臺灣 \| 1913年臺灣 \| 1914年臺灣 \| 1915年臺灣 \| 1916年臺灣 |
| 纪年： | 辛亥年（猪年）、日本明治44年 |

1911年台灣開始有了固定的夜行列車班次。

## 政府

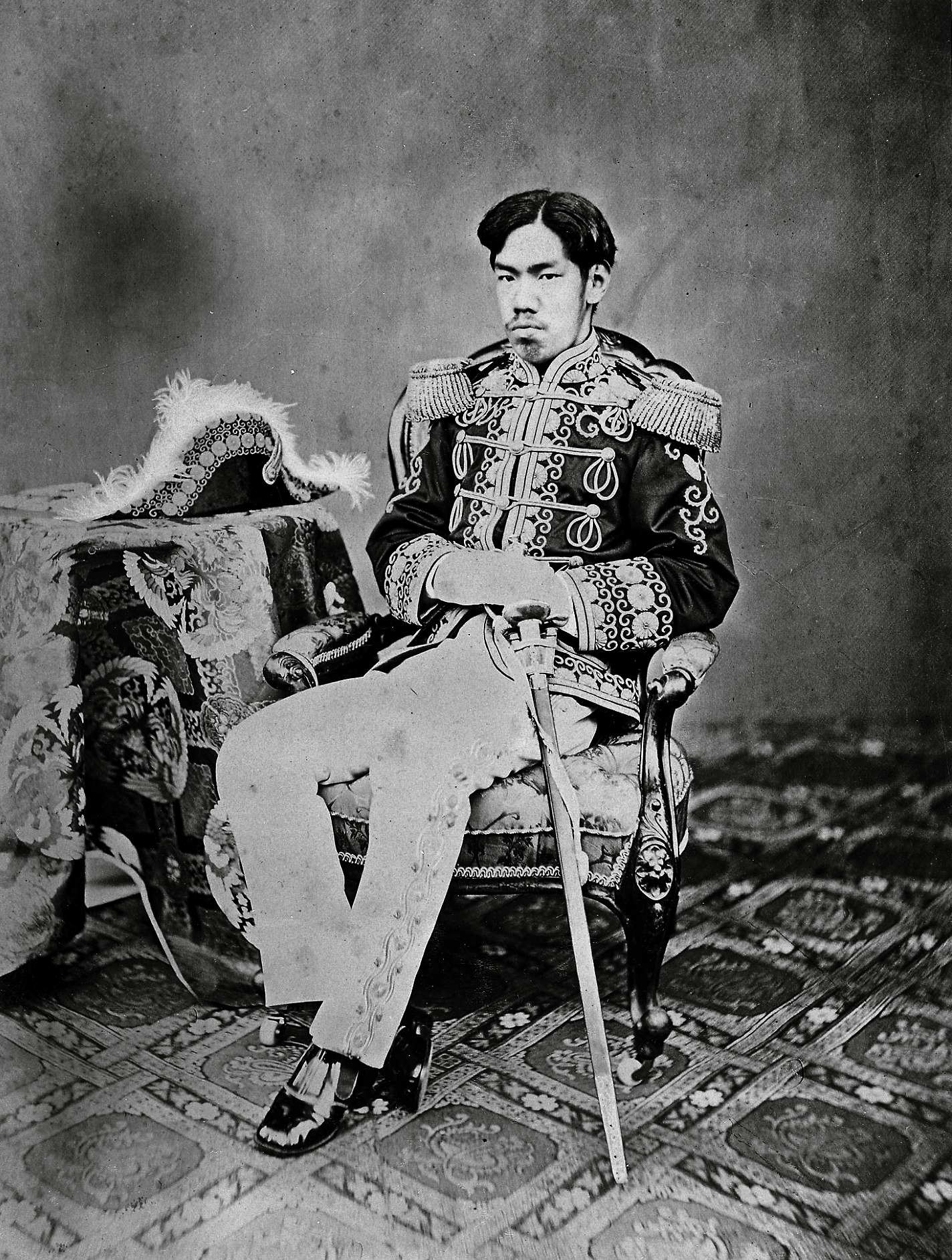
天皇：明治天皇
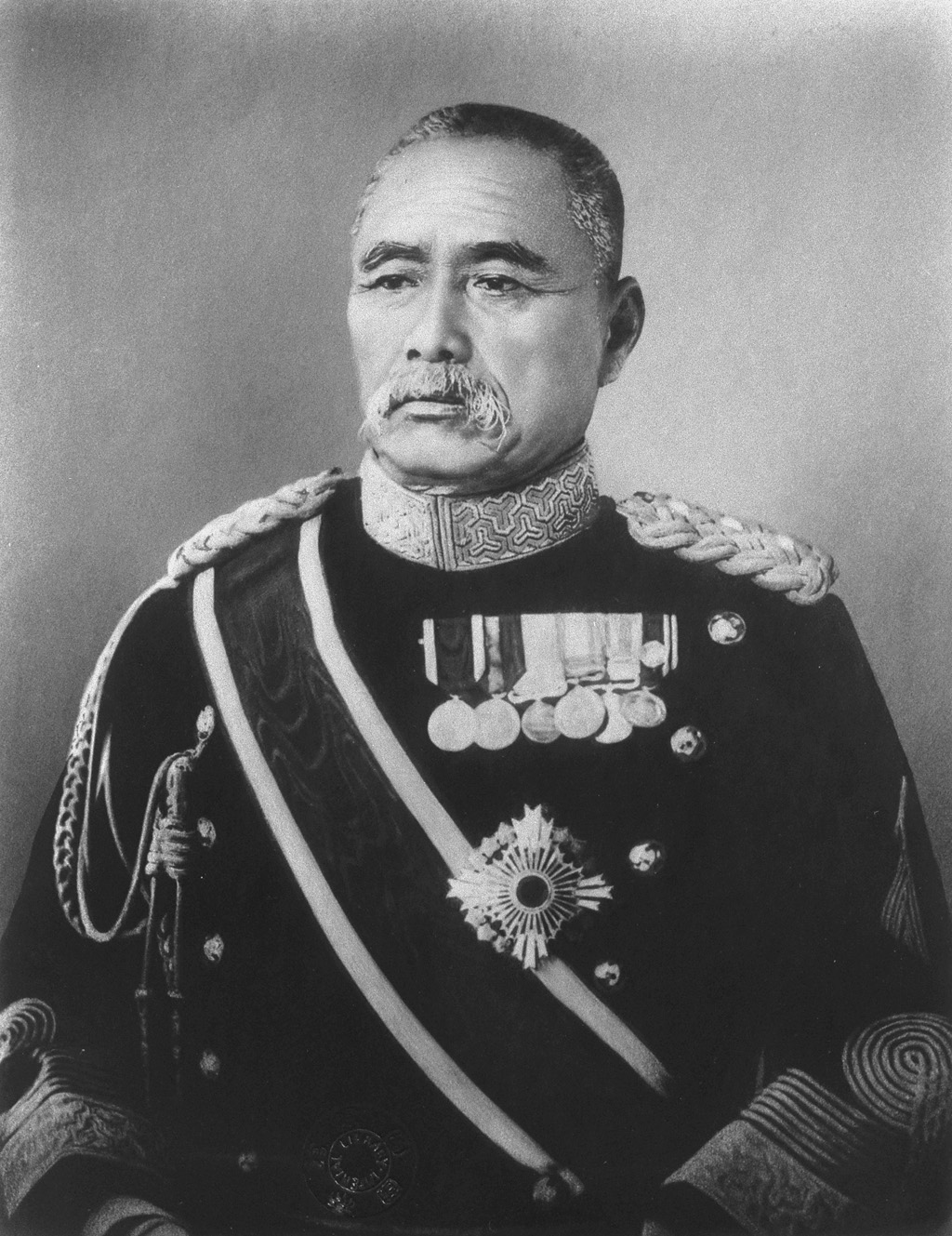
臺灣總督：佐久間左馬太
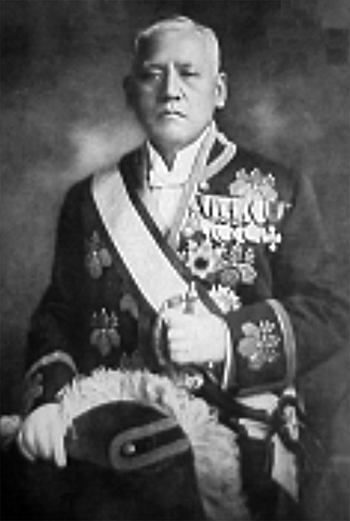
民政長官：內田嘉吉

## 大事記

### 2月
- 2月11日——斷髮會在大稻埕舉行。[1]:249

### 3月
- 3月12日——台灣新竹廳地區大安溪上游原住民聚眾千餘人，襲擊日本軍警，同日本軍警展開激戰，日本軍警損失慘重[2]:223。
- 3月28日——梁啟超自日本抵達台灣，考察財政並籌款[2]:225。

### 5月
- 5月4日——川上音二郎一行在台北朝日座演出。[3]:82

### 8月
- 8月底——B051號颱風侵臺，造成至少290人死亡，262人傷，23,601間房屋全倒，22,686間半倒。

### 12月
- 12月1日——臺灣鐵路正式有固定的夜行列車，首班夜行列車於20:20自基隆驛發車，於隔天8:25到打狗驛；北上列車於22:25自打狗驛發車，於隔天10:54到基隆驛[4]。

## 出生
- 1月25日——陳新安，政治人物。曾任高雄縣縣長。（1988年逝世）
- 5月10日——徐崇德，政治人物。曾任桃園縣縣長。（1985年逝世）
- 8月25日——龍瑛宗，作家。著有〈植有木瓜樹的小鎮〉。（1999年逝世）
- 10月1日——鍾台妹，客家文學家鍾理和妻。鍾理和小說中化名「平妹」。（2008年逝世）
- 11月7日——葛超智（George Kerr），美國外交官、歷史學家。著有紀錄二二八事件的《被出賣的台灣》。生於美國賓夕法尼亞州。（1992年逝世）
- 12月7日——胡龍寶，政治人物。曾任臺南縣縣長、農林公司董事長。（1997年逝世）